# 圣艾蒂安代盖雷
圣艾蒂安德盖雷（法語：Saint-Étienne-des-Guérets，法語發音：[sɛ̃.t‿etjɛn de ɡeʁɛ]）是法国卢瓦-谢尔省的一个市镇，属于布卢瓦区。

## 地理
圣艾蒂安德盖雷（47°35'57"N, 1°3'51"E）面积11.72 平方千米，位于法国中央-卢瓦尔河谷大区卢瓦-谢尔省，该省份为法国中北部省份，北起厄尔-卢瓦省，东北接卢瓦雷省，东南接谢尔省，南至安德尔省，西南接安德尔-卢瓦尔省，西北接萨尔特省。
与圣艾蒂安德盖雷接壤的市镇（或旧市镇、城区）包括：达姆玛丽莱布瓦、圣尼古拉德莫泰、弗朗赛、圣西尔迪戈、桑特奈。
圣艾蒂安德盖雷的时区为UTC+01:00、UTC+02:00（夏令时）。

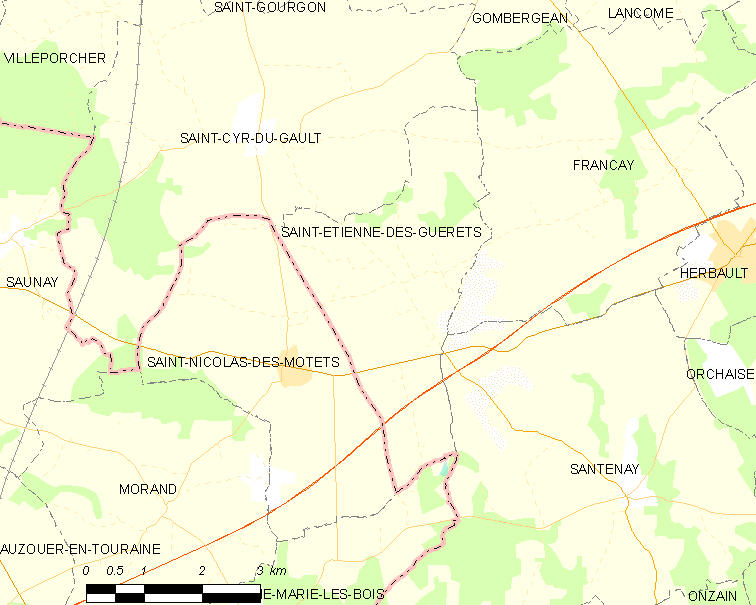
圣艾蒂安德盖雷的OSM定位图

## 行政
圣艾蒂安德盖雷的邮政编码为41190，INSEE市镇编码为41208。

## 政治
圣艾蒂安德盖雷所属的省级选区为卢瓦尔河畔沃赞县。

## 人口

1962-2008年间圣艾蒂安德盖雷人口变化图示

圣艾蒂安德盖雷于2022年1月1日时的人口数量为115人。